# Cristina (album)
Cristina je první studiové album americké zpěvačky Cristiny. Vydáno bylo v roce 1980 společností ZE Records. Nahráno bylo od května 1978 do září 1979 v newyorském studiu Blank Tape Studios. Producentem alba byl August Darnell, známý rovněž jako Kid Creole. Ten je rovněž autorem či spoluautorem pěti písní z původní desky. Album obsahovalo šest písní – jedinou, na které se Darnell autorsky nepodílel, je coververze francouzské písně „La Poupée qui fait non“. Album původně vyšlo na dlouhohrající gramofonové desce. V roce 2004 vyšlo v reedici na kompaktním disku s pěti bonusovými písněmi (vyšlo pod novým názvem Doll in the Box).

## Seznam skladeb
| Pořadí | Název                  | Autor                           | Délka |
| ------ | ---------------------- | ------------------------------- | ----- |
| 1.     | Jungle Love            | August Darnell                  | 5:33  |
| 2.     | Don't Be Greedy        | Darnell                         | 6:22  |
| 3.     | Mama Mia               | Darnell, Ron Rogers             | 4:05  |
| 4.     | La Poupée qui fait non | Franck Gérald, Michel Polnareff | 7:38  |
| 5.     | Temporarily Yours      | Darnell                         | 5:55  |
| 6.     | Blame It on Disco      | Darnell                         | 6:50  |

## Obsazení
- Cristina – zpěv
- Andy Hernandez – aranžmá, orchestrace, dirigent
- Carol Coleman – baskytara
- Mickey Martinez – bicí
- Duane „Reddy“ Rogers – kytara
- Bernard Haven – klávesy
- Milton Cardona – perkuse
- Ralph Schuckett – klavír